# Manuel Gasser
Manuel Gasser (* 28. Juli 1909 in Zürich; † 16. September 1979 ebenda) war ein Schweizer Journalist, Feuilletonist, Mitbegründer der Weltwoche und erster Präsident der am 4. Mai 1971 ins Leben gerufenen Stiftung für die Photographie.

## Leben
Bereits mit 15 Jahren schrieb Gasser erste kleinere Feuilletons in den Luzerner Neusten Nachrichten, im Luzerner Tagblatt oder im Berner Bund. Nach einer 1929 abgebrochenen Lehrerausbildung am Seminar Muristalden in Bern engagierte ihn Eduard Korrodi 1930 als Frankreich-Korrespondenten für das Feuilleton der Neuen Zürcher Zeitung. In Paris kam Gasser in Kontakt mit bedeutenden Künstlern seiner Zeit wie James Joyce oder Jean Cocteau.
Im November 1933 erschien die erste Nummer der im September von ihm gemeinsam mit Karl von Schumacher (1894–1957) begründeten Weltwoche. Von 1933 bis 1946 und von 1951 bis 1957 war Gasser Feuilletonredaktor dieser Zeitschrift, unterbrochen von Korrespondententätigkeiten in Berlin (April 1946 bis 1949) und London (1949 bis 1951). Von 1933 bis 1937 war er Mitglied der Frontisten.
Nach dem Tod Karl von Schumachers verliess Gasser 1957 die Weltwoche. Im darauffolgenden Jahr wurde er Chefredaktor der Kulturzeitschrift du und blieb dort bis 1974. Er gehörte zusammen mit Rosellina Burri-Bischof, Hans Finsler, Victor N. Cohen und anderen zu den Gründungsmitgliedern der am 4. Mai 1971 ins Leben gerufenen «Stiftung für die Photographie» und war von 1971 bis 1979 deren erster Präsident.
Seine letzten Lebensjahre ab 1969 verbrachte Gasser im Pächterhaus von Schloss Brunegg, das seinem Freund Jean Rudolf von Salis gehörte. Zu Gassers Freundeskreis gehörten neben Salis auch Erika und Golo Mann, die Schauspielerin Maria Becker, der Maler Varlin und Friedrich Dürrenmatt.

## Werke (Auswahl)
- mit Bernard von Brentano (Hrsg.): Die schönsten Gedichte von Gottfried Keller. Manuel-Verlag, Zürich 1938, DNB 993234437.
- mit Bram van Echt: Tournooi in Berlijn. H. L. Smit & Zn, Hengelo 1949, DNB 577670948.
- Das Selbstbildnis. Kindler, Zürich 1961, DNB 451440013.
- Welt vor Augen. Reisen und Menschen. Vorgestellt von Hugo Loetscher. Verlag der Arche, Zürich 1964, OCLC 320090412. E-Book: Edition diá, Berlin 2015, ISBN 978-3-86034-544-3 (Epub) und ISBN 978-3-86034-644-0 (MobiPocket)
- Manuel Gassers Köchel-Verzeichnis. Kulinarische Erinnerungen und Erfahrungen mit vielen seltenen Rezepten. Mit Illustrationen von Heinz Edelmann. Insel Verlag, Frankfurt am Main 1975. E-Book: Edition diá, Berlin 2015, ISBN 978-3-86034-560-3 (Epub) und ISBN 978-3-86034-660-0 (MobiPocket)
- Die Küche meiner Tante Mélanie. Französische Hausmannskost von anno dazumal. Mit Illustrationen von Heinz Edelmann. Insel Verlag, Frankfurt am Main 1977, ISBN 3-458-01829-1. (unter dem Pseudonym Boris von Borodine). E-Book: Edition diá, Berlin 2015, ISBN 978-3-86034-561-0 (Epub) und ISBN 978-3-86034-661-7 (MobiPocket)
- Manuel Gassers Kräutergarten. Insel Verlag, Frankfurt am Main 1979. E-Book: Edition diá, Berlin 2015, ISBN 978-3-86034-562-7 (Epub) und ISBN 978-3-86034-662-4 (MobiPocket)
- Spaziergang durch Italiens Küchen. Mit Illustrationen von Manfred Seelow. Insel Verlag, Frankfurt am Main 1979. E-Book: Edition diá, Berlin 2015, ISBN 978-3-86034-563-7 (Epub) und ISBN 978-3-86034-663-1 (MobiPocket)
- Celestino Piatti. Das gebrauchsgraphische, zeichnerische und malerische Werk. ABC-Verlag, Zürich 1979, ISBN 3-85504-058-3.
- Erinnerungen und Berichte. Hrsg. von Klara Obermüller. Verlag der Arche, Zürich 1981. E-Book: Edition diá, Berlin 2015, ISBN 978-3-86034-543-6 (Epub) und ISBN 978-3-86034-643-3 (MobiPocket)
- Édouard Vuillard. In: Architektur und Kunst, Bd. 31, Heft 11, 1944, doi:10.5169/seals-25019#377, S. 325–330.